# Aleksandr Vasil'evič Dolgušin
Aleksandr Vasil'evič Dolgušin, in russo Александр Васильевич Долгушин? (Tara, 1848 – Šlissel'burg, 12 luglio 1885), è stato un rivoluzionario russo.

## Biografia
Aleksandr Dolgušin, figlio di un magistrato, fece i suoi primi studi a Tobol'sk ma non finì il ginnasio. Nel 1866 si trasferì a Pietroburgo apparentemente per seguire da auditore i corsi dell'Istituto di tecnologia dell'Università, ma soprattutto con l'intenzione di partecipare alla vita politica degli studenti della capitale. Grazie alla sua capacità di attrazione, riuscì a riunire intorno a sé una dozzina di coetanei, tutti provenienti, come lui, dalla Siberia. Il gruppo si dedicava alla propria formazione politica e culturale, incentrata sulla figura di Černyševskij, e ad aiutare altri giovani studenti siberiani bisognosi.
Negli ultimi mesi del 1869 questo circolo di siberiani fece la conoscenza di Nečaev che, con la sua violenta propaganda e la suggestione della cospirazione, sembrò convincere una parte di loro a seguirlo. Lo stesso Dolgušin elaborò un programma che prevedeva azioni armate contro la famiglia imperiale quando il gruppo avesse raggiunto un consistente numero di aderenti.
Nel gennaio del 1870 gli affiliati della Narodnaja rasprava di Nečaev venivano arrestati insieme con Dolgušin e altri suoi amici. Ma al processo non si riuscì a raccogliere prove del coinvolgimento dei dolgušincy con la cospirazione di Nečaev e nell'agosto del 1871 furono rimessi in libertà. Già in autunno Dolgušin riuscì a ricostituire un circolo costituito da vecchi e nuovi elementi e detto, dal loro numero, «gruppo dei 22». Tra questi raznočincy, spiccavano Lev Adol'fovič Dmochovskij e Viktor Aleksandrovič Tichockij: quest'ultimo, proveniente da una famiglia di decabristi, aveva già avuto esperienze politiche nell'emigrazione russa in Svizzera.
La loro formazione ideologica risentiva di diversi influssi, come la conoscenza del Capitale e del Manifesto di Marx, e degli scritti di Černyševskij, di Lassalle e di Flerovskij. Come Bakunin e Nečaev, essi contavano su una prossima sollevazione contadina ma, diversamente da quelli, intendevano prepararla con un programma democratico che rivendicava l'abolizione del riscatto delle terre e una loro distribuzione egualitaria.
I dolgušincy si differenziavano dai čajkovcy perché non erano interessati a una diffusione di una cultura che non fosse immediatamente indirizzata alla preparazione della rivoluzione. La loro tipografia, installata clandestinamente nelle vicinanze di Mosca, dove si erano trasferiti da Pietroburgo nell'aprile del 1873, era destinata alla stampa di opuscoli e appelli, da diffondere «nei villaggi, su un territorio il più vasto possibile, allo scopo di suscitare una rivolta».
Ottenuta la collaborazione di Bervi-Flerovskij, Dolgušin rielaborò il suo scritto Sul martire Nicola e come deve vivere l'uomo secondo la legge della natura e della verità stampandolo nella sua tipografia clandestina con il titolo Come si deve vivere secondo la legge della natura e della verità. Dolgušin si rivolgeva ai contadini, «gente oppressa», invitandoli a insorgere «contro questo regime d'ingiustizia, indegno dell'uomo», esigendo che la terra, «nostra da tutti i secoli», fosse liberata da tutti i gravami e risuddivisa «perché ognuno abbia quel che è necessario». Si chiedeva la fine della coscrizione obbligatoria, scuole per tutti, l'abolizione dei passaporti, l'alleggerimento delle imposte ed elezioni democratiche.
In un altro suo scritto, l'appello All'intelligencija, Dolgušin polemizzava contro quegli intellettuali che non s'impegnavano in uno sforzo autenticamente rivoluzionario, limitandosi a organizzare cooperative e a richiedere piccole riforme locali: «in nessun altro ruolo potrete essere così utili come in quello di propagandisti popolari d'una nuova vita migliore».
I dolgušincy portavano i loro scritti e la loro parola direttamente tra i contadini, organizzando anche riunioni nelle izbe dei villaggi. Il maestro elementare Dmitrj Gamov avvicinò gli operai della fabbrica Reutovskoj, presso Mosca. La loro attività finì con l'essere notata e il 16 settembre 1873 Dolgušin fu arrestato. Dodici di loro furono processati e il 27 luglio 1874 Dolgušin e Dmochovskij furono condannati a 10 anni di lavori forzati, Dmitrj Gamov a otto anni, Ivan Papin e Nikolaj Plotnikov a cinque anni, il contadino Ananij Vasil'ev a due anni e otto mesi, gli altri a pene minori.

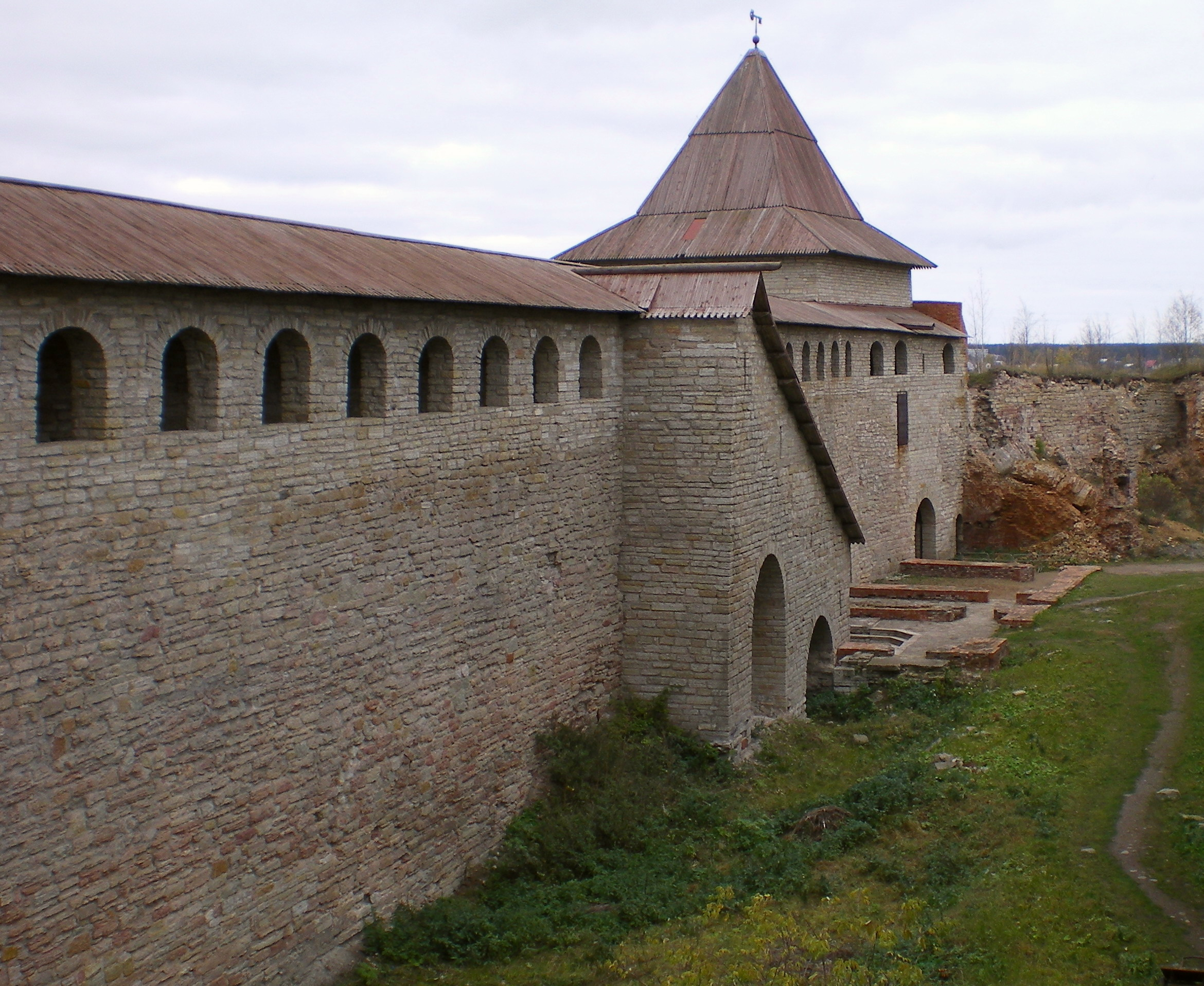
La fortezza di Šlissel'burg

Una manifestazione di solidarietà nei loro confronti portò ad altri arresti e alla decisione di non deportare i condannati ma di rinchiuderli nel duro carcere di Char'kov, dove Gamov e Plotnikov impazzirono. Nel 1878 Dolgušin riuscì a far uscire dalla prigione un suo scritto che descriveva le condizioni di vita dei detenuti e che fu stampato clandestinamente a Pietroburgo col titolo Sepolti vivi. Alla società russa i forzati politici. L'opuscolo annunciava anche la prossima pubblicazione del periodico rivoluzionario «Zemlja i Volja!».
Le autorità decisero allora di trasferire i detenuti in Siberia. Il 13 ottobre 1880 Dolgušin fu condotto nel carcere di Mcensk per essere avviato nel bagno penale di Kara. Nell'estate del 1881, quando si trovava nella prigione di Krasnojarsk, organizzò la fuga di Vladimir Malavskij e subì così un aggravio di pena. Nel gennaio del 1882 era a Kara da dove nel giugno del 1883 fu riportato a Pietroburgo per essere rinchiuso nella fortezza di Pietro e Paolo. Il 4 agosto 1884 fu ancora trasferito nella fortezza di Šlissel'burg, dove morì di tubercolosi polmonare il 12 luglio 1885.